# Virgilio Ferreira
Virgilio Ferreira Romero (ur. 28 stycznia 1973 w Atyrá) – paragwajski piłkarz występujący na pozycji napastnika.

## Kariera klubowa
Ferreira jest wychowankiem drużyny Cerro Porteño z siedzibą w stołecznym mieście Asunción. W paragwajskiej Primera División zadebiutował jako osiemnastolatek i od razu wywalczył sobie miejsce w wyjściowym składzie, będąc jednym z najbardziej utalentowanych graczy w ojczyźnie. W swoim premierowym sezonie, 1991, wywalczył z Cerro Porteño wicemistrzostwo Paragwaju, natomiast rok później, podczas rozgrywek 1992, osiągnął już tytuł mistrzowski. Do końca swojego pobytu w macierzystym klubie w każdym sezonie plasował się w czołowej dwójce ligi – w 1993 i 1995 roku zdobywał wicemistrzostwo kraju, a w sezonach 1994 i 1996 mistrzostwo.
Latem 1996 Ferreira przeszedł do beniaminka najwyższej klasy rozgrywkowej w Hiszpanii – CF Extremadura. W Primera División pierwszy mecz rozegrał 2 października 1996 z Racingiem Santander (1:2), natomiast premierowego gola zdobył 8 grudnia tego samego roku w konfrontacji z Realem Valladolid (1:1). Na koniec sezonu 1996/1997 jego drużyna spadła jednak do drugiej ligi. W Segunda División Paragwajczyk występował rzadziej, lecz i tak w sezonie 1997/1998 pomógł prowadzonej wówczas przez Rafaela Beníteza Extremadurze w szybkim powrocie do pierwszej ligi. Sam pozostał jednak na drugim szczeblu rozgrywek, podpisując umowę z Recreativo Huelva, gdzie spędził rok.
Latem 1999 Ferreira przeszedł do meksykańskiego Club América, lecz przez kolejne sześć miesięcy nie rozegrał w jej barwach żadnego oficjalnego spotkania. W 2000 roku powrócił do swojego macierzystego klubu, Cerro Porteño, szybko zostając podstawowym piłkarzem. W sezonie 2001 wywalczył z nim już czwarte w karierze mistrzostwo Paragwaju. W połowie rozgrywek 2002 przeniósł się do rywala zza miedzy, Club Libertad, z którym w tym samym roku zdobył tytuł mistrzowski, a w sezonie 2003 tylko przyczynił się do powtórzenia tego sukcesu, gdyż latem wyemigrował do ekwadorskiego LDU Quito. W ciągu sześciu miesięcy został kluczowym graczem klubu i osiągnął z nim mistrzostwo.
Wiosną 2004 Ferreira podpisał kontrakt z boliwijskim The Strongest, skąd po krótkim epizodzie odszedł do 12 de Octubre. Tam spędził dwa lata, podczas których nie odniósł żadnych większych sukcesów zarówno w lidze paragwajskiej, jak i w turniejach międzynarodowych. W 2008 roku ponownie wyjechał do Ekwadoru, zostając graczem Técnico Universitario, za to karierę zakończył w wieku 37 lat w 12 de Octubre.

## Kariera reprezentacyjna
W seniorskiej reprezentacji Paragwaju Ferreira zadebiutował w 1993 roku za kadencji selekcjonera Alicio Solalinde. Wówczas także został powołany na turniej Copa América, gdzie jego kadra odpadła w ćwierćfinale, a on sam nie rozegrał ani jednego spotkania. Wystąpił w czterech meczach wchodzących w skład eliminacji do Mistrzostw Świata 1998 i dwóch w ramach eliminacji do Mistrzostw Świata 2002. Mimo awansu Paragwajczyków na obydwa te turnieje Ferreira nie znalazł się jednak ani razu w składzie na światowy czempionat. W 2001 roku ponownie wziął udział w Copa América, gdzie tym razem odpadł z kadrą w fazie grupowej i wystąpił we wszystkich trzech spotkaniach, dwukrotnie wpisując się na listę strzelców w konfrontacji z Peru (3:3). Ogółem swój bilans reprezentacyjny zamknął na sześciu strzelonych bramkach w osiemnastu spotkaniach.